# دينيلسون أنتونيو باولو
دينيلسون أنتونيو باولو (8 أكتوبر 1972 في البرازيل – )؛ هو لاعب كرة قدم سابق كان يلعب كلاعب وسط.

## وصلات خارجية
- دينيلسون أنتونيو باولو على موقع رابطة كرة القدم اليابانية للمحترفين (اليابانية)
- دينيلسون أنتونيو باولو على موقع قاعدة بيانات كرة القدم.إي يو (الإنجليزية)
- دينيلسون أنتونيو باولو على موقع عالم كرة القدم.نت (الإنجليزية)